# Дзвоники болонські
{{#ifeq:0|0|{{#if:|{{#if:Campanulabononiensis|[[]}}|}}}}
Дзвоники болонські (Campanula bononiensis) — вид рослин з родини дзвоникових (Campanulaceae), поширений у Європі крім півночі й у західній Азії.

## Опис
Багаторічна трав'яниста рослина 35–60 см заввишки. Стебло і листки знизу сірувато-густо-волосисті. Стебло вгорі 3-гранне. Листки нерівно-городчато-зубчасті нижні — серцеподібно-довгасті, на довгих черешках, розташовані вище — серцеподібно-яйцеподібні, напівстеблообгортні. Квітки на коротких ніжках, в довгому китицеподібному суцвітті. Віночок блакитний або ліловий, 10–18 мм завдовжки, на краях голий

## Поширення
Поширений у Європі крім півночі від Франції до Уралу й на заході Азії — Казахстан, західний Сибір, північний Іран, Туреччина, Вірменія, Азербайджан, Грузія.
В Україні вид зростає на схилах, в чагарниках, на узліссях — майже на всій території.

## Галерея

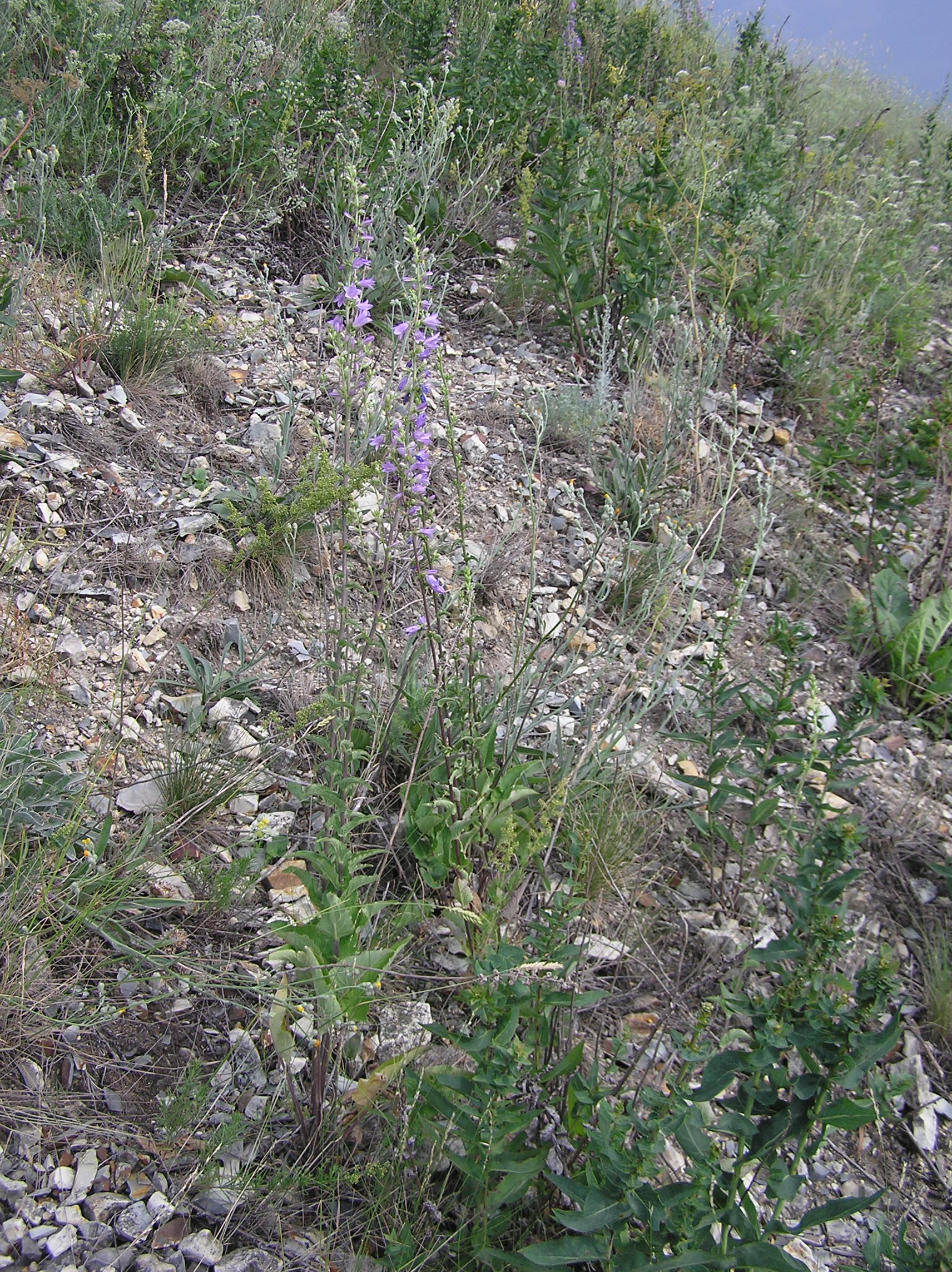
рослина в середовищі проживання
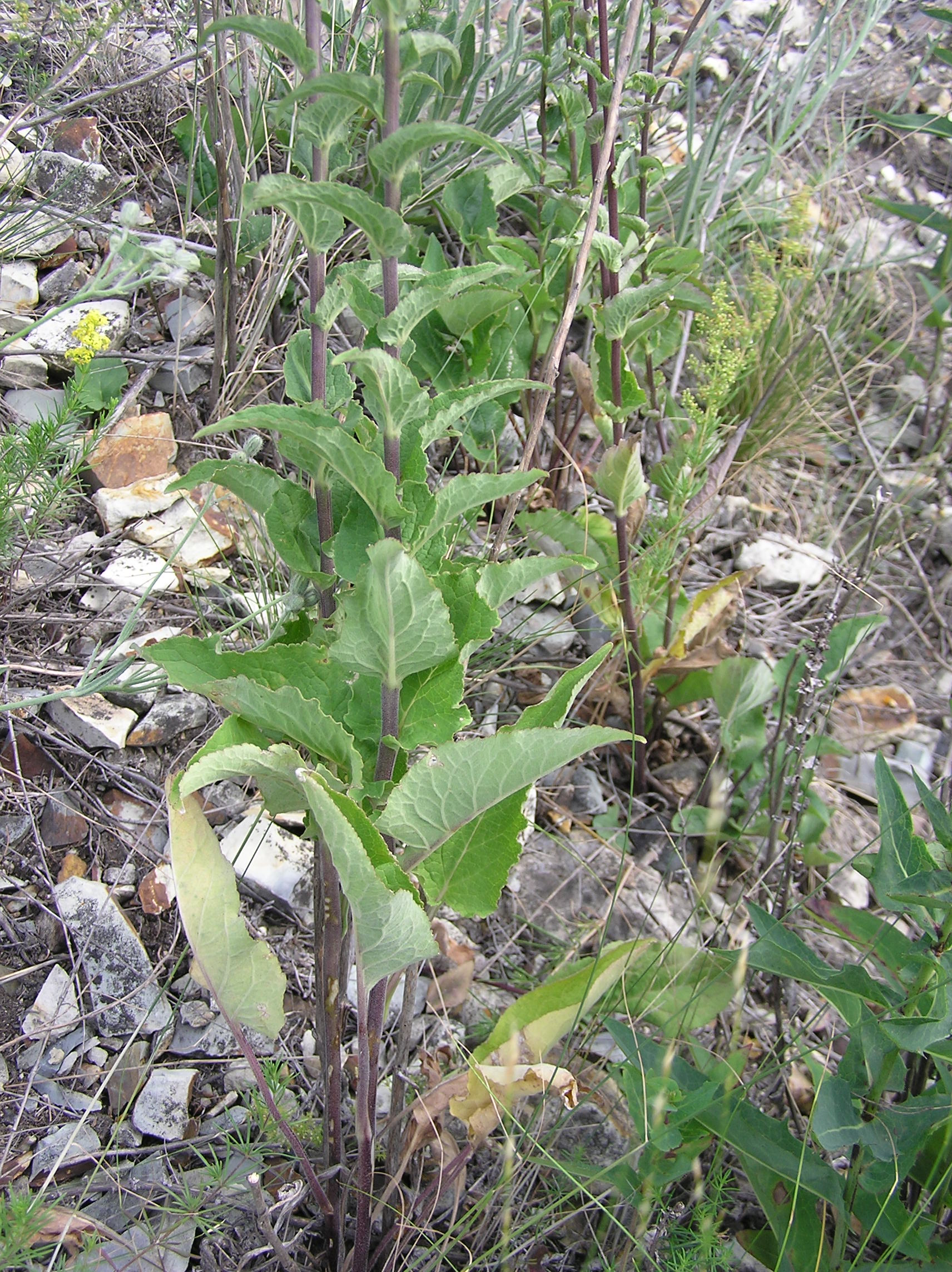
стебло й листя
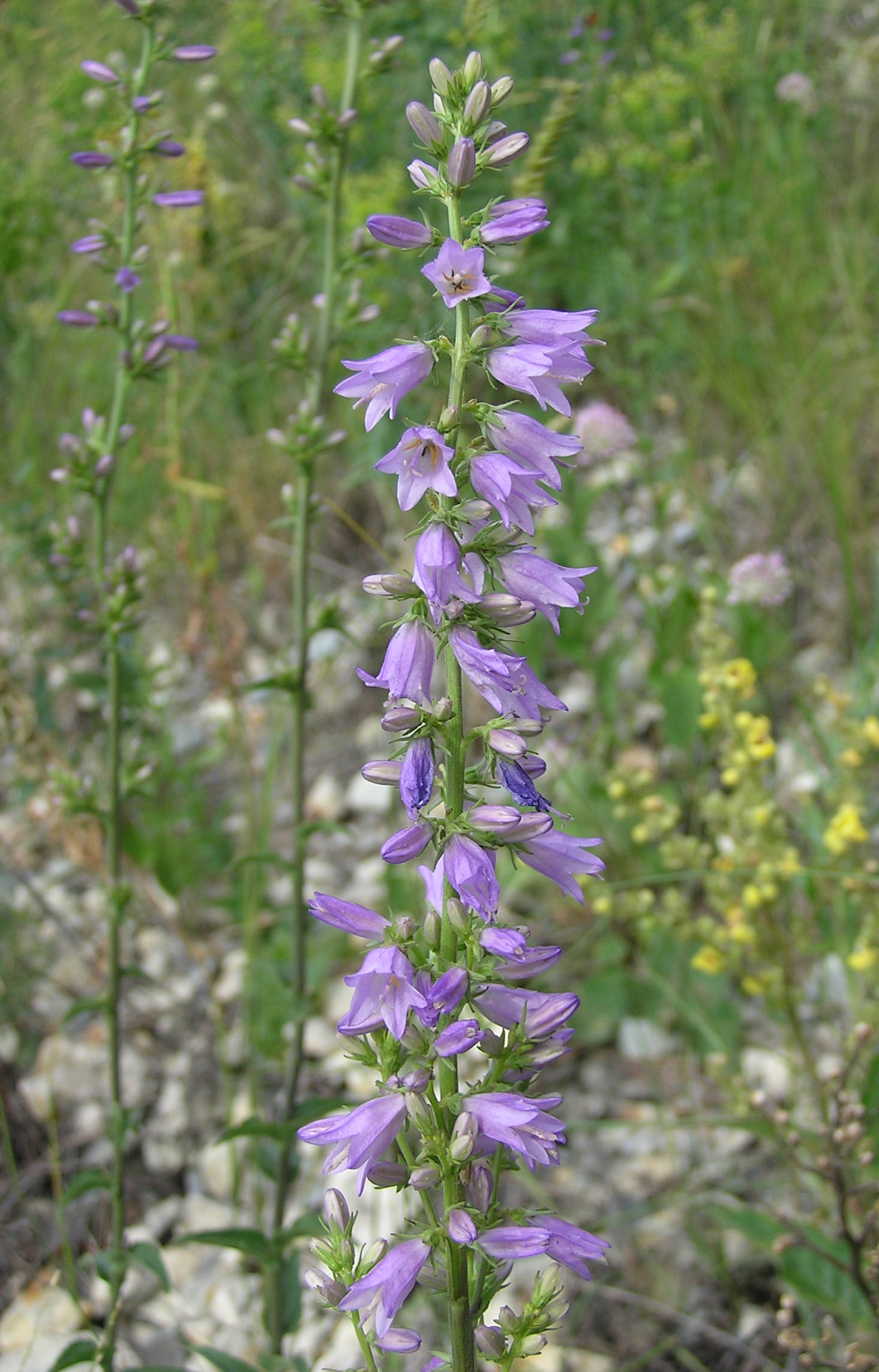
суцвіття
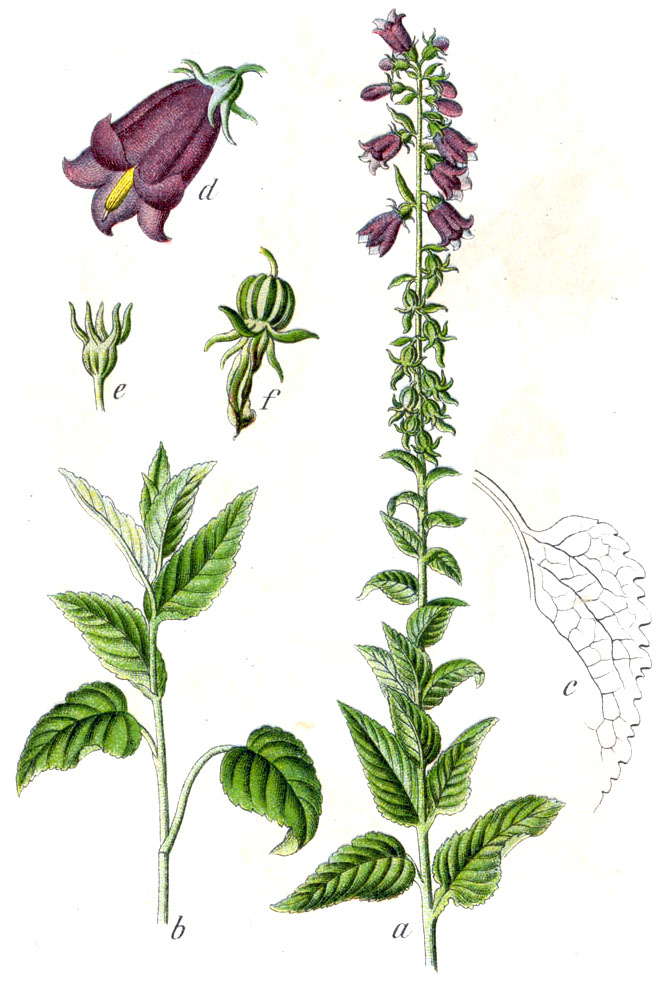
ілюстрація